# Islands ambassadører i Tyskland
Islands første ambassadør i Tyskland var Vilhjálmur Finsen i 1952. Islands nuværende ambassadør i Tyskland er Gunnar Snorri Gunnarsson.

## Liste over ambassadører
| #  | Navn                     | Tid               | Slut på mission   |
| -- | ------------------------ | ----------------- | ----------------- |
| 1  | Vilhjálmur Finsen        | 22 oktober 1952   | 1 juli 1955       |
| 2  | Helgi P. Briem           | 1 juli 1955       | 1 januar 1961     |
| 3  | Pétur Thorsteinsson      | 1 januar 1961     | 1 juni 1962       |
| 4  | Magnús V. Magnússon      | 1 juni 1962       | 30 september 1969 |
| 5  | Árni Tryggvason          | 1 oktober 1969    | 20 februar 1976   |
| 6  | Niels P. Sigurðsson      | 20 februar 1976   | 17 november 1978  |
| 7  | Pétur Eggerz             | 17 november 1978  | 16 september 1983 |
| 8  | Hannes Jónsson           | 16 september 1983 | 6 februar 1987    |
| 9  | Páll Ásgeir Tryggvason   | 6 februar 1987    | 10 oktober 1989   |
| 10 | Hjálmar W. Hannesson     | 10 oktober 1989   | 15 februari 1995  |
| 11 | Ingimundur Sigfússon     | 15 februar 1995   | 26 september 2001 |
| 12 | Jón Egill Egilsson       | 26 september 2001 | 10 januar 2005    |
| 13 | Ólafur Davíðsson         | 10 januar 2005    | 22 marts 2010     |
| 14 | Gunnar Snorri Gunnarsson | 22 marts 2010     |                   |